# Koshi kaiten
Koshi kaiten (em japonês:  腰回転, giro do quadril) é o movimento giratório que um budoca executa enquanto empregando um golpe, ofensivo ou defensivo, com os braços, mãos, pernas, cabeça etc. O fito de tal movimento é aumentar a potência e a eficiência da técnica empregada, conduzido a energia corporal — ki — para o alvo, no caso de um ataque; quando numa defesa, como a quilha de um barco, pretende-se desviar a energia contrária e/ou fazê-la retornar ao adversário.
O que vai influir no momento é a eficiência, no sentido de executar a técnica com o maior controle e menor desperdício de energia.

## Jun kaiten
Jun kaiten (順回転) é o giro da cintura no exato sentido em que a técnica se desloca.

## Gyaku kaiten
Gyaku kaiten (逆回転) é o giro da cintura em sentido inverso ao da técnica aplicada.